# Ольгино (заказник)
О́льгино — ботанічний заказник місцевого значення в Україні. Об'єкт розташований на території Звягельського району Житомирської області, на південний захід від села Серби. 
Площа 815 га. Статус присвоєно згідно з рішенням облвиконкому від 23.12.1991 року № 360. Перебуває у віданні ДП «Ємільчинський лісгосп АПК» (лісові квартали 2—8).